# Парково (Оборницький повіт)
Парково (пол. Parkowo) — село в Польщі, у гміні Роґозьно Оборницького повіту Великопольського воєводства.
Населення — 1365 осіб (2011).
У 1975-1998 роках село належало до Пільського воєводства.

## Демографія
Демографічна структура станом на 31 березня 2011 року:
|          | Загалом | Допрацездатний вік | Працездатний вік | Постпрацездатний вік |
| -------- | ------- | ------------------ | ---------------- | -------------------- |
| Чоловіки | 674     | 164                | 455              | 55                   |
| Жінки    | 691     | 156                | 416              | 119                  |
| Разом    | 1365    | 320                | 871              | 174                  |